# Nissin Kogyo
Nissin Kogyo ist ein international tätiges japanisches Unternehmen mit Sitz in Nagano. Nissin Kogyo gehört zu den bekanntesten Herstellern von Bremsanlagen für Kraftfahrzeuge. Die Firma ist Erstausrüster für zahlreiche PKW- und Motorradhersteller, so u. a. Daihatsu, Fuji Heavy Industries, General Motors, Isuzu, Mitsubishi, Toyota, Honda, Harley-Davidson, BMW Motorrad, Kawasaki, Suzuki, Yamaha. Es ist eine ehemalige Tochter von Honda.
Im Segment hydraulische Bremsanlagen für Motorräder ist Nissin Kogyo Weltmarktführer mit einem Marktanteil von 70 Prozent.
Im April 2016 bildete Nissin mit schwedischen Zulieferer Autoliv (Insassenschutz) ein Joint Venture zur Entwicklung von ESC-Systemen. Daran hielt Autoliv 51 Prozent.
Im Bereich des Superbike-Motorradsports arbeitete 2019 Ducati, Honda und Kawasaki, 2020 BMW und ein Yamaha-Team mit Nissin. Für BMW entwickelte Nissin zwei neue Bremssättel.
2021 schloss sich Nissin, an dem Honda Ende 2019 zu 35 Prozent beteiligt war, mit den Honda-Töchtern Keihin (Einspritzanlagen, vormals Vergaser, beispielsweise in der Honda Dream C 71 (1959) und der Honda VF 1000 F (1984–1987)) und Showa mit Hitachi Automotive Systems zu Hitachi Astemo zusammen. Der Name Astemo ist aus den Anfangsbuchstaben von „Advanced Sustainable Technologies for Mobility“ zusammengesetzt. Hitachi Astemo hat einen Umsatz von 17 Milliarden Dollar (15 Mrd. Euro).